# Sekope Kepu
Sekope Kepu (nacido en Sídney el 5 de febrero de 1986) es un jugador de rugby australiano en la posición de pilier para los NSW Waratahs en la competición de Super Rugby, haciendo su debut en 2008. También juega para los Wallabies en partidos internacionales.
Kepu nació en Sídney, Australia, hijo de padres tonganos, pero su familia se reubicó en Auckland mientras que aún era joven. Comenzó a jugar al rugby con el Tamaki Rugby Football Club Sub-7 y acudió a la escuela en el suburbio de Glen Innes en Auckland.
Kepu capitaneó el primer XV del Wesley College en posición de número 8 en 2004, antes de cambiar a la primera línea con los neozelandeses sub-19 en 2005. Representó a Nueva Zelanda en las categorías de los niveles sub-17, 19 y 21.
En junio de 2008, Kepu jugó para Australia A en la 2008 Pacific Nations Cup. Fue seleccionado para los Wallabies en las giras de primavera de los años 2008 y 2009, e hizo su debut con Australia el 8 de noviembre de 2008, contra Italia en Padua. Fue un jugador clave de Australia en la Copa del Mundo de Rugby de 2011, saliendo como titular en seis de los siete partidos que jugaron los Wallabies en el torneo.
En marzo de 2013, volvió a firmar con Australian Rugby para los Wallabies y los Waratahs para otros dos años.
En 2015 Kepu y los wallabies se proclaman campeones de Rugby Championship 2015 al derrotar a los All Blacks por 27-19 en el Estadio ANZ de Sídney.
Ha sido seleccionado para la Copa Mundial de Rugby de 2015. En su primer partido en la fase de grupos, consiguió anotar un ensayo al principio de la segunda parte, con lo que contribuyó a la victoria de su equipo 28-13 sobre Fiyi.